# 최수지
최수지(崔秀知, 1967년 3월 30일 ~ )는 대한민국의 배우이다.

## 생애
1987년 KBS 12기 탤런트로, 교육과정이 끝나자마자 드라마 《사랑이 꽃피는 나무》에 전격 캐스팅, 데뷔하였다. 같은 해 드라마 《토지》의 서희 역을 맡아 청춘스타로 떠오른 이후 최고의 인기를 누렸다. 1997년 결혼과 함께 미군 군의관인 남편을 따라 미국으로 이주하면서 연예계를 떠났다.
2004년 드라마 《빙점》으로 복귀하였으나 이후로 연기 활동을 지속하지는 않았다. 현재는 화가로서 제2의 인생을 살고 있다.

## 학력
- 동일초등학교 졸업
- 수정여자중학교 졸업
- 부산진여자고등학교 졸업 (1986년)
- 부산예술대학교 서양예술학 학사

## 출연 작품

### TV 드라마
- 2008년 KBS2 《쾌도 홍길동》 ... 인목대비 역 (카메오)
- 2004년 MBC 《빙점》 ... 하윤희 역
- 1996년 MBC 《낫》
- 1996년 SBS 《부자유친》 ... 송정원 역
- 1994년 SBS 《이 여자가 사는 법》 ... 유강애 역
- 1994년 KBS2 《창밖에 부는 바람》 ... 한수연 역
- 1994년 MBC 베스트극장 《오지리에 두고 온 서른살》
- 1994년 KBS2 《남자는 외로워》 ... 수의사 권영숙 역
- 1993년 MBC 《사랑의 방식》 ... 안애선 역
- 1992년 SBS 《물 위를 걷는 여자》 ... 난희 역
- 1992년 KBS1 《삼국기》 ... 의자왕비 / 금화 역
- 1992년 KBS2 《수요일은 모짜르트를 듣는다》 ... 송민희 역
- 1989년 KBS2 《달빛가족》 ... 유혜진 역
- 1987년 KBS1 《토지》 ... 최서희 역
- 1987년 KBS 《사랑이 꽃피는 나무》 ... 석영 역

### 영화
- 1993년 《여자의 일생》 ... 민혜지 역
- 1992년 《땅끝에 선 연인》 ... 채원 역
- 1991년 《뜨겁고 부드럽게》 ... 수지 역
- 1991년 《아그네스를 위하여》 ... 강여진 역
- 1989년 《행복은 성적순이 아니잖아요》 ... 강 선생 역
- 1989년 《상처》 ... 하영 역
- 1989년 《달콤한 신부들》 ... 영주 역
- 1988년 《뜨겁고 부드럽게》 ... 수지 역
- 1988년 《아스팔트 위의 동키호테》 ... 수지 역

### 광고
- 1986 대우전자 미니 카셋트 요요 (feat 박순애)
- 1986 오리온 런치타임
- 1986 롯데제과 빙산바
- 1987 롯데제과 아몬드 초코렡 (feat 전영록, 이상아)
- 1987 카시오 - 데이타 뱅크
- 1988 하니레몬 - 최수지
- 1988 하니레몬 - 레몬과 벌꿀
- 1988 맥콜 - 재회
- 1989 (주)유림 메르꼴레디
- 1989 에바스타임 - 잠꾸러기
- 1989 브레뉴 썬누드 - 황야 편
- 1989 밀크샴바드 - 아름다운 목욕
- 1990 에바스타임쿨 - 수면위의 여자
- 1990 (주)대현 페페 (PePe)
- 1997 수도약품 미가펜 - 최수지

## 수상 경력
- 2004년 제2회 삼성현 미술대전 특별상
- 1990년 제28회 대종상영화제 신인여우상 ("상처")
- 1989년 제25회 백상예술대상 TV부문 인기상 ("토지")
- 1989년 제13회 황금촬영상 시상식 신인연기상 ("달콤한 신부들")
- 1988년 KBS 연기대상 여자부문 신인상 ("토지")